# Schizoretepora aviculifera
Schizoretepora aviculifera är en mossdjursart som först beskrevs av Ferdinand Canu och Ray Smith Bassler 1930.  Schizoretepora aviculifera ingår i släktet Schizoretepora och familjen Phidoloporidae. Inga underarter finns listade i Catalogue of Life.